# Gernot Müller (Germanist)
Gernot Müller (* 1941 in Heidelberg) ist ein deutscher Germanist und Literaturwissenschaftler und ein in Schweden tätiger Hochschullehrer.

## Leben
Nach dem Besuch der Volksschule in Neckargemünd (1947–1951) und des Helmholtz-Gymnasiums Heidelberg (1951–1960) studierte Gernot Müller Germanistik und Philosophie an der Universität Heidelberg, wo er 1968 mit einer Arbeit über "Symbolisches im Nibelungenlied. Beobachtungen zum sinnbildlichen Darstellen des hochmittelalterlichen Heldenepos" bei Bert Nagel zum Dr. phil. promovierte. Von 1969 bis 1978 war er als Sprachlehrer in Sundsvall und als Lektor an den Universitäten Uppsala und Örebro tätig.
Seine wissenschaftliche Karriere begann als Forschungsassistent an der Universität Uppsala (1978–1985), mit dem Status einer [Privat-]Dozentur 1982 aufgrund der Begutachtung durch den bekannten polnischen Germanisten Marian Szyrocki, und setzte sich als Studienrektor (1985–1990) und als Stellvertretender Präfekt (1995–2002) am Germanistischen Institut Uppsala fort. 1990 wurde er Universitätslektor, 2000 Professor für Deutsche Literatur an der Universität Uppsala. 2008 wurde Gernot Müller emeritiert. Er ist Mitglied mehrerer wissenschaftlicher Gesellschaften und erhielt 2004 den Thuréus-Preis der Königlichen Wissenschaftsgesellschaft in Uppsala, und zwar in der historisch-archäologischen Klasse. Seit 2001 ist er Herausgeber der Studia Neophilologica.

## Forschungsschwerpunkte
Gernot Müllers wissenschaftliche Interessen dokumentieren sich insbesondere in vier zentralen Feldern, (1) im Nibelungenlied und dessen literarischem Umfeld mit dem Fokus auf das „bezeichenlîche sprechen“ für Symbol und Allegorie, (2) Formen und Problemen der Literaturgeschichtsschreibung, (3) in der Rolle der Rhetorik für die literarischen Produktion und Literaturinterpretation, und schließlich (4) im Werk Heinrich von Kleists mit dem Schwerpunkt des Wechselbezugs von Literatur und Bildkunst. Er arbeitet gegenwärtig an einer Studie zum Phänomen des unzuverlässigen Erzählens in der deutschen Literatur.

## Werke (Auswahl)
- Symbolisches im Nibelungenlied. Beobachtungen zum sinnbildlichen Darstellen des hochmittelalterlichen Heldenepos.  Phil. Diss. Universität Heidelberg 1968
- Zur sinnbildlichen Repräsentation der Siegfriedgestalt im Nibelungenlied. In: Studia Neophilologica Bd. 47/1 (1975), 88–119
- Kommentar zu Heinrich von Kleists Der zerbrochne Krug. Lund: Walter Ekstrands Bokförlag, 1975
- Grillparzer, Rudolf II. und die Rhetorik. In: Studia Neophilologica 53/2 (1981), 127–147
- Zum Fach Deutsch in Schweden am Beispiel Uppsala. In Zusammenarbeit mit Fritz Joachim Sauer. In: Bielefelder Beiträge zur Sprachlehrforschung 1984/2, 200–223
- Kleists Rhetorik der Innerlichkeit. In: Studia Neophilologica 58/2 (1986), 231–242
- Allerneueste Nibelungische Ketzereien. In: Studia Neophilologica 57/1 (1986), 105–116
- „Die Gelegenheit beim Schopf ergreifen“ – „Geschwätz, gehauen nicht und nicht gestochen“. Zur Verankerung zweier Phraseologismen im Werk Heinrich von Kleists. In: „Europhras  90“. Akten der internationalen Tagung zur germanistischen Phraseologieforschung, Aske / Schweden. Hg. von Christine Palm. Acta Universitatis Upsaliensis. Studia Germanistica 32, Uppsala 1991, 139–153
- Heinrich von Kleist und die Erfindung der Panoramamalerei. In: Akten des VIII. Internationalen Germanisten-Kongresses Tokyo 1990. Bd. 7: Begegnungen mit dem Fremden. Eijiro Iwasaki (Hg.), München 1991, 239–249
- Heinrich von Kleist: Finden des Glücks – Finden der Gedanken beim Reden. In: Was bleibt aber, stiften die Dichter. Festschrift für Bert Nagel zum 85. Geburtstag. Gernot Müller (Hg.), Göppingen 1993, 147–155
- „Man müsste auf dem Gemälde selbst stehen“. Kleist und die bildende Kunst. Tübingen – Basel: Francke 1995
- Heinrich von Kleists Ästhetik der Verzeichnungen und die Umdeutung der Marionettenmetapher. In: Alte Welten – Neue Welten. Hg. von Michael S. Batts, Bd. 3 (Abstracts). Akten des IX. Kongresses der Internationalen Vereinigung für germanische Sprach- und Literaturwissenschaft Vancouver. Tübingen: Niemeyer 1996
- „Schmutz zugleich und Glanz“. Zu einer mutmasslichen Gemäldeallusion Kleists und ihrem Reflex im ‚Michael Kohlhaas’. In: Kleine Beiträge zur Germanistik. Festschrift für John Evert Härd. Hg. von Bo Andersson und Gernot Müller, Studia Germanistica Upsaliensia, 37. Uppsala 1997, 179–192
- „Aus eigener Erfindung hinzugetan“. Zu Kleists Konzept von Intertextualität avant la lettre. In: Studia Neophilologica 74/1 (2002), 98–112
- Die „Penthesilea“ als poetisches Panorama. In: Anton Philipp Knittel und Inka Kording (Hg.), Heinrich von Kleist. Neue Wege der Forschung, Darmstadt: WBG 2003, 89–110
- Prolegomena zur Konzeptionalisierung unzuverlässigen Erzählens im Werk Heinrich von Kleists. In: Studia Neophilologica 77/1 (2005), 41–70
- Elend und Glanz der Wirkungsgeschichte. Schiller im Gedenkjahr 2005. In: Studia Neophilologica 78/1 (2006), 88–102
- Auf romantischem Grund, der Intention nach klassisch? Zur Rezeption Heinrich von Kleists in Schweden. Artikel in: Mattias Pirholt (Hg.), Constructions of German Romanticism. Six Studies. Acta Universitatis Upsaliensis. Historia litterarum 29, Uppsala 2011, S. 93–125

## Weblink
- Lehrstuhlseite der Universität Uppsala

| Personendaten    | Personendaten                                    |
| ---------------- | ------------------------------------------------ |
| NAME             | Müller, Gernot                                   |
| KURZBESCHREIBUNG | deutscher Germanist und Literaturwissenschaftler |
| GEBURTSDATUM     | 1941                                             |
| GEBURTSORT       | Heidelberg                                       |